# پاپ ژان پل یکم: لبخند پروردگار
پاپ ژان پل یکم: لبخند پروردگار (ایتالیایی: Papa Luciani - Il sorriso di Dio) یک فیلم تلویزیونی ایتالیایی است که در سال ۲۰۰۶ منتشر شد. این فیلم بر پایهٔ وقایع واقعی زندگی پاپ ژان پل یکم ساخته شده‌است.

## گزیدهٔ بازیگران
- نری مارکوره در نقش پاپ ژان پل یکم
- جوزپه آنتی‌نیاتی در نقش پاپ ژان پل دوم
- فرانکو اینترلنگی
- گابریله فرزتی
- روبرتو چیتران
- ژاک سرنا
- سرجو فیورنتینی